# Ulrich Regelmann
Ulrich Regelmann (* 28. Oktober 1924 in Rottweil; † 2001) war ein deutscher Kommunalpolitiker und Oberbürgermeister von Rottweil.

## Leben
Zwischen 1942 bis 1948 leistete er Wehrdienst und war in belgischer und britischer Kriegsgefangenschaft. Danach studierte er von 1948 bis 1952 Rechtswissenschaften in Tübingen. Wie sein Vater Gustav Regelmann wurde er Mitglied der Studentenverbindung Tübinger Königsgesellschaft Roigel. 1955 wurde er zum Dr. iur. promoviert.
1958 war er zunächst Regierungsrat beim Verwaltungsgericht Stuttgart und dann beim Landratsamt Mergentheim. 1961 wechselte er an das Landratsamt Freudenstadt.
Regelmann wurde 1965 zum Bürgermeister von Rottweil gewählt. 1970 wurde Rottweil Große Kreisstadt und Regelmann dadurch Oberbürgermeister. Als solcher wurde er 1973 wiedergewählt. 1985 trat er in den Ruhestand.

## Ehrungen
- 1998 Verdienstorden des Landes Baden-Württemberg
- Ehrenbürgerschaft von Rottweil